# Xenopus borealis
Xenopus borealis (tên tiếng Anh: Marsabit Clawed Frog) là một loài ếch trong họ Pipidae.
Nó được tìm thấy ở Kenya, Tanzania, và có thể Ug vàa.
Các môi trường sống tự nhiên của chúng là đồng cỏ ở cao nhiệt đới hoặc cận nhiệt đới, sông, hồ nước ngọt, hồ nước ngọt có nước theo mùa, đầm nước ngọt, đầm lầy nước ngọt có nước theo mùa, đồng cỏ, và ao, hồs.